# Emma di Resburgo
Représentations notables
- 26 janvier 1820, Dresde en italien sous la direction de Carl Maria von Weber
- 11 février 1820, Berlin en allemand
- 20 février 1821, Budapest en allemand
- 6 avril 1821, Varsovie en polonais
- 31 janvier 1829, Barcelone en italien
- 7 novembre 2010, Vienne en italien avec Simone Kermes et Vivica Genaux dans les rôles respectifs d'Emma et d'Edemondo

Personnages
- Edemondo, comte de Lanark déchu de son titre (alto)
- Emma di Resburgo, son épouse (soprano)
- Norcesto di Cumino, actuel comte de Lanark (ténor)
- Olfredo di Tura (basse)
- Donaldo di Solis (ténor)
- Etelia, fille d’Olfredo (soprano)
- Chevaliers, bergers, bergères, peuple, hérauts, écuyers et gardes (chœur)

Airs
Sulla rupe, triste, sola : air d’Emma du Ier acte 

Oh Ciel, oh Ciel pietoso : air d’Edemondo du Ier acte
Emma di Resburgo est le sixième opéra composé par Giacomo Meyerbeer, et son troisième opéra composé pour un théâtre italien. Le livret est une adaptation, réalisée par Gaetano Rossi, du livret d’Andrea Leone Tottola écrit pour Simon Mayr (Elena e Costantino, Naples, 1814), qui était lui-même tiré de celui de Jacques-Antoine de Révéroni Saint-Cyr et Jean-Nicolas Bouilly pour un opéra de Méhul (Héléna, Paris, 1803). La création eut lieu au Teatro San Benedetto de Venise le 26 juin 1819.

## Sujet
Alors que les opéras dont s’inspire Emma di Resburgo se déroulaient en Provence, Meyerbeer et son librettiste décident de déplacer l’action dans l’Écosse médiévale. De fait, les premiers romans de Walter Scott qui sont publiés à cette époque mettent ce pays à la mode.  Emma di Resburgo est créé trois mois avant La donna del lago, opéra de Rossini dont l’action se déroule également en Écosse. R. Letellier note que le librettiste a accordé une attention particulière à son texte, en resserrant le plus possible l’action et en offrant à Meyerbeer des scènes au pouvoir évocateur immédiat (notamment la scène du cimetière, à la fin du second acte).

## Argument
L’action de l’opéra se déroule en Écosse, dans le comté de Lanarkshire : l’acte I dans le château de Tura, près de la Clyde, l’acte II à Glasgow.

### Acte I

#### Scène 1
Paysage de campagne près de l’entrée du château de Tura, sur la Clyde.
Olfredo, seigneur du château de Tura, sa fille Etelia et les bergers alentour chantent leur bonheur de vivre en paix. Ces réjouissances pastorales sont cependant interrompues par l’arrivée du comte de Lanark, Norcesto. Un héraut proclame alors qu’il est interdit de donner asile à Edemondo, déchu du titre de comte de Lanark et en fuite depuis qu’il a été accusé du meurtre de son père.
Olfredo, qui ne semble pas convaincu de la culpabilité d’Edemondo, rappelle alors à Norcesto dans quelles circonstances le comte de Lanark a été assassiné. Après qu’il eut été accusé du crime, son fils a disparu, de même que sa femme, Emma, et leur fils. C’est le père de Norcesto qui est alors devenu le nouveau comte de Lanark, et à sa mort, son fils lui a succédé. Tous ces souvenirs semblent troubler de façon extrême Norcesto, qui n’en pouvant plus, interrompt la discussion et rentre dans le château d’Olfredo.
Survient alors un barde, hébergé depuis quelques mois par Olfredo (air « Sulla rupe triste, sola »). C’est en fait Emma déguisée, qui a décidé de se rapprocher de son fils Elvino qu’elle a dû abandonner dans sa fuite et qui a été recueilli par Olfredo. Ce dernier a parfaitement reconnu Emma sous son déguisement et jure de la protéger, elle et son fils. Rassurée, la jeune femme suit Olfredo dans sa demeure.
Un pauvre berger arrive près du château : il s’agit d’Edemondo, qui, las de sa vie de fugitif, est revenu dans ce qui fut son domaine pour tenter de retrouver sa femme et son fils (air « Oh Ciel, oh Ciel pietoso »). Il est immédiatement reconnu par Olfredo, puis par Emma, qui chantent le bonheur des retrouvailles dans le trio « Io t’adoro, o Ciel clemente ».

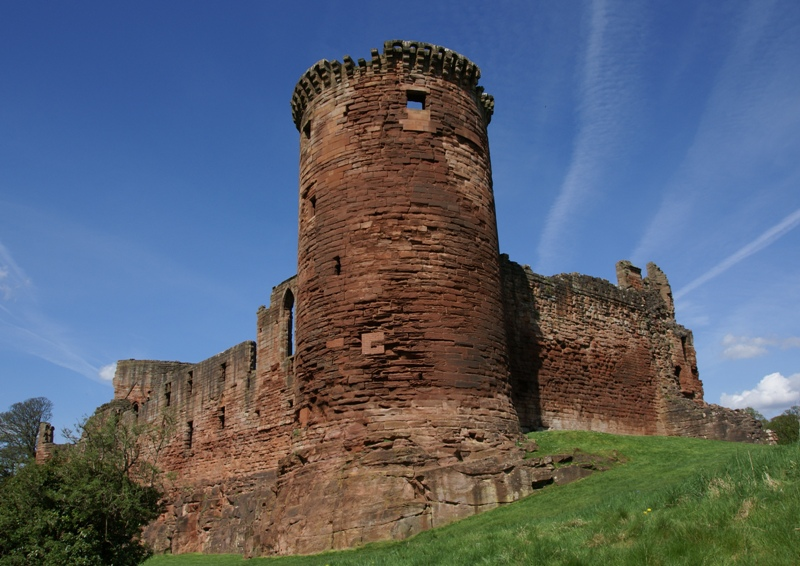
Photo de la tour sud-est du château de Bothwell. Ce château, situé dans le Lanarkshire près de la rivière Clyde a pu servir de modèle pour le décor du premier acte d’Emma di Resburgo.

#### Scène 2
Une cour dans le château de Tura décorée pour une fête donnée en l’honneur d’Olfredo.
Olfredo conduit Edemondo jusqu’à son fils Elvino, tandis qu’Emma chante avec les villageois une chanson célébrant la bonté d’Olfredo. Norcesto arrive sur ces entrefaites, Edemondo et Emma se cachant aussitôt dans la foule. Dès qu’il voit Elvino, Norcesto est stupéfait de la ressemblance de l’enfant avec Edemondo. Il exige qu’Olfredo lui donne des informations sur l’enfant, et après que la fille d’Olfredo, Etelia, lui a donné la lettre qui avait été mise dans le berceau d’Elvino au moment de son abandon, Norcesto ne nourrit plus de doute sur l’identité du père de l’enfant. Il demande alors à ses gardes de capturer le jeune garçon. N’en pouvant plus, Emma s’interpose et révèle son identité. Elle est faite prisonnière à son tour, tandis qu’Olfredo a les plus grandes difficultés à retenir Edemondo qui veut défendre son fils et son épouse.

### Acte II

#### Scène 1
Une galerie du palais des comtes de Lanark, à Glasgow.
Donaldo, un chevalier, rend compte à Norcesto du peu de réussite de ses tentatives de retrouver Edemondo. Très troublé, Norcesto demande qu’on n’attente pas à la vie d’Edemondo et exige également qu’Emma soit traitée dignement. Sa mélancolie extrême (dont personne ne comprend exactement la raison) ne fait que renforcer la détermination de ses chevaliers à retrouver le fugitif.
Convoqué par Norcesto, Olfredo arrive alors avec sa fille. Ils surprennent Emma reprochant amèrement à Donaldo de l’avoir séparée de son fils. Norcesto intervient et promet à Emma que son fils lui sera rendu si elle révèle la cachette de son mari. Emma refuse.
La galerie du palais est alors envahie par des villageois et des chevaliers menaçant Emma et exigeant qu’elle cesse de protéger son époux. Malgré les appels au calme d’Olfredo et de Norcesto, la foule crie rageusement le nom d’Edemondo, tandis qu’Emma essaie de protéger son fils. Edemondo apparaît alors et révèle son identité, tout en clamant son innocence (air « La sorte barbara »). Cette déclaration ne fait qu’exciter davantage la haine de la foule qui réclame la mise à mort du parricide présumé.

#### Scène 2
La salle de justice du palais des comtes de Lanark.
Les juges viennent de rendre leur verdict (chœur « Si decida : giustizia… rigore ») : Edemondo est condamné à mort. Norcesto semble hésiter cependant à signer l’ordre d’exécution de la sentence. Emma, bouleversée par le verdict, accuse alors publiquement Norcesto d’être le meurtrier du père d’Edemondo. Embarrassé, Norcesto finit par nier être l’auteur de ce crime et signe l’ordre d’exécution.

#### Scène 3
Une galerie du palais des comtes de Lanark.
Olfredo annonce à sa fille Etelia qu’Edemondo est condamné à mort. Il lui fait part également des doutes qu’il nourrit vis-à-vis de Norcesto qui semble être détenteur d’un secret qui le ronge.

#### Scène 4
Le cimetière où les comtes de Lanark sont enterrés, à l’aube.
Emma est la première à arriver devant le monument funéraire élevé à la mémoire du père d’Edemondo qui a été choisi comme lieu d’exécution de son fils. Désespérée, elle pressent qu’elle ne survivra pas longtemps à son mari (air « Il dì cadrà »).
Au son d’une marche funèbre (chœur « Del fellon che ti tradì »), des gardes et des chevaliers escortent Edemondo vers le billot. Emma se jette dans les bras de son mari et lui dit adieu.
C’est à ce moment qu’arrive Norcesto, suivi d’Olfredo, Etelia et Elvino. Norcesto révèle alors que son père est le véritable meurtrier du père d’Edemondo, et produit comme preuve les aveux écrits que son père lui a remis juste avant de mourir. Edemondo retrouve son titre de comte de Lanark et tous se réjouissent que la justice ait pu enfin triompher.

## Genèse
Durant l’été 1818, Meyerbeer compose deux opéras : Semiramide riconosciuta qui sera représenté le 3 février 1819 au Teatro Regio de Turin et Emma di Resburgo pour le Teatro San Benedetto de Venise.
Pour sa partition, Meyerbeer réutilise des morceaux composés pour Semiramide riconosciuta. Le trio de la fin du premier acte de Semiramide devient ainsi un canon à six voix dans Emma, tandis que l’air de Sémiramis « Il piacer, la gioia scenda » est également repris.
R. Letellier note que le ton général de l’opéra est plus sombre et tragique que les ouvrages de Meyerbeer qui l’ont précédé. Il signale notamment le chœur des juges de la scène 2 de l’acte II (dont l’inspiration dramatique surpasserait celle de Rossini) et la marche funèbre de la scène 4 de l’acte II, qui annoncent certaines pages de Robert le Diable.

## Création
La création recueille un triomphe, et l’opéra sera repris plus de 70 fois à Venise. Ce succès est d’autant plus remarquable que l’on donne au même moment à La Fenice, Eduardo e Cristina, l’opéra de Rossini créé le 24 avril 1819. C’est d’ailleurs à cette occasion que Meyerbeer rencontre pour la première fois Rossini, avec qui il entretiendra des liens d’amitié jusqu’à la fin de sa vie.
De fait, Emma di Resburgo est le premier vrai succès de Meyerbeer. Il sera donné dans plusieurs villes italiennes, mais aussi à Dresde, Berlin, Francfort, Munich et Stuttgart (en italien ou dans une traduction en allemand), à Vienne (sous le titre d’Emma von Leicester), à Barcelone ou à Varsovie (dans une traduction en polonais).
C’est aussi le premier opéra de Meyerbeer à avoir été publié (à Berlin en 1820, avec le texte en italien et une traduction en allemand sous le titre d’Emma von Roxburgh). Moscheles signera en 1826 un arrangement pour piano à quatre mains de l’ouverture et le compositeur britannique George Kiallmark composera en 1829 un divertimento pour piano sur des thèmes tirés de l’opéra.

## Interprètes de la création

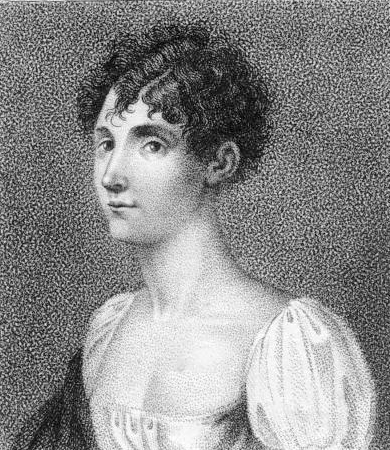
Rosa Morandi, créatrice du rôle d’Emma di Resburgo

| Rôle     | Tessiture | Distribution de la création, 1819 (Chef d’orchestre: Giacomo Meyerbeer) |
| -------- | --------- | ----------------------------------------------------------------------- |
| Edemondo | alto      | Carolina Cortesi                                                        |
| Emma     | soprano   | Rosa Morandi                                                            |
| Norcesto | ténor     | Eliodoro Bianchi                                                        |
| Olfredo  | basse     | Luciano Bianchi                                                         |
| Donaldo  | ténor     | Vincenzo Fracalini                                                      |
| Etelia   | soprano   | Cecilia Gaddi                                                           |

## Discographie
- Intégrale : Simone Kermes, Vivica Genaux, Lena Belkina, Thomas Walker, Manfred Hemm, Martin Vanberg, Wiener Singakademie, moderntimes_1800, Andreas Stoehr (dir.) – Newplay Entertainment NE0003 (2 CD), enregistré en concert au Konzerthaus de Vienne en novembre 2010.
- Extrait : sextuor du premier acte « Di gioia, di pace » dans le CD Meyerbeer in Italy, extraits des six opéras italiens composés par Meyerbeer et interprétés par Yvonne Kenny, Bruce Ford, Diana Montague, Chris Merritt, Della Jones, Alastair Miles, l’orchestre Philharmonia et le Royal Philharmonic Orchestra sous la direction de David Parry – Opera Rara ORR222 (CD)